# فاروق يوسف (شاعر عراقي)
فاروق يوسف (مواليد 1955)، هو ناقد وشاعر وكاتب للأطفال العراق مقيم في السويد. درس الفن التشكيلي في بغداد.

## أعماله

### في الشعر
- أناشيد السكون،
- الملاك يتبعه حشد من الأمراء،
- لنعد يا حصاني إلى النوم،
- إرث الملائكة،
- حكايات للأطفال الهادئين،
- هواء الوشاية
- رأت مسافرا

### في النقد الفني
- أقنعة الرسم،
- تمائم العزلة،
- كرسي الشرق المريح،
- سيرة اللامرئي في الرسم
- الفن في متاهة
- خبز الألهة (عن فن فادي اليازجي)
- ثلاثون سنة من الرسم
- قوة الفن

### في أدب اليوميات
- لا شيء لا أحد (الفائز بجائزة ابن بطوطة لأدب اليوميات عام 2006 )
- لاجيء تتبعه بلاد تختفي
- مائدة من هواء
- نصف حياة
- فردوس نائم
- القيامة بعد شارعين
- فاكهة صامتة
- فسيفساء الجمال الدمشقي
- تلك البلاد

### في أدب الأطفال
صدر له أكثر من أربعين كتابا قصصيا في بغداد وبيروت. وله دراسات كثيرة منشورة في هذا المجال. كما شارك في عدد من الندوات الدولية المتخصصة بثقافة الطفل.

## نشاطاته
- ينشر مقالاته النقدية منذ سنوات وبشكل مستمر في صحف: الشرق الأوسط، الحياة، القدس العربي، ملحق النهار الثقافي، العرب اللندنية.[3]
- حصل على منحة تفرغ في باريس عام 2006 من اتحاد المؤلفين في السويد كما حصل من الجهة نفسها على منحة تفرغ لسنة 2008
- عضو اتحاد المؤلفين في السويد
- عضو الرابطة الدولية للفنانين العالميين
- عضو الرابطة الدولية لنقاد الفن
- يقيم في لندن

## الجوائز
فائز بجائزة ابن بطوطة لأدب اليوميات عام 2006.